# Mario Panzeri
Pour les articles homonymes, voir Panzeri et Mario Panzeri (homonymie).
Mario Panzeri, né le 10 mai 1964 à Costa Masnaga, dans la province de Lecco, en Lombardie, est un alpiniste italien. Il est le 26e homme à avoir gravi les 14 sommets de plus de 8 000 mètres d'altitude.

## Biographie
Le 17 mai 2012, Mario Panzeri réussit l'ascension du Dhaulagiri (8 167 m) accompagné par Giampaolo Corona et Dawa Sherp. Il devient ainsi le 26e homme Il est le 26e homme à avoir gravi les 14 sommets de plus de 8 000 mètres d'altitude.

## Principales ascensions
- 1988 - Cho Oyu (8 201 m)
- 1992 - Everest (8 856 m) - Ascension par le versant sud
- 1996 - K2 (8 611 m)
- 1997 - Lhotse (8 516 m)
- 2005 - Annapurna (8 091 m)
- 2006 - Makalu (8 463 m)
- 2006 - Gasherbrum II (8 035 m)
- 2008 - Nanga Parbat (8 125 m)
- 2008 - Broad Peak (8 047 m)
- 2009 - Manaslu (8 163 m)
- 2010 - Shisha Pangma (8 027 m)
- 2011 - Kangchenjunga (8 586 m)
- 2011 - Gasherbrum I (8 068 m)
- 2012 - Dhaulagiri (8 167 m)